# Christian Heide
Christian Heide (* 8. August 1968) ist ein ehemaliger deutscher Fußballspieler.

## Sportlicher Werdegang
Heide kam in seiner letzten Saison für die A-Jugendmannschaft von Eintracht Frankfurt auch im Endspiel um die Deutsche A-Junioren-Meisterschaft zum Einsatz. Im Krefelder Stadion am Löschenhofweg verlor er am  17. Juli 1987 jedoch mit seiner Mannschaft, die er als Spielführer aufs Feld führte, gegen den FC Bayer 05 Uerdingen mit 1:2 vor 5000 Zuschauern.
Zur Saison 1987/88 rückte er in die Zweite Mannschaft der Frankfurter auf und wechselte zur Saison 1988/89 zum Zweitligisten Fortuna Düsseldorf. Für den Verein bestritt er 17 Punktspiele und debütierte am 19. November 1988 (17. Spieltag) beim 4:0-Sieg im Heimspiel gegen den SC Freiburg mit Einwechslung für Richard Walz in der 80. Minute. Am Saisonende trug er mit seinen Einsätzen zur Zweitligameisterschaft bei, folgte der Mannschaft jedoch nicht in die Bundesliga, sondern kehrte nach Frankfurt zurück.
Doch für Eintracht Frankfurt, der über die Relegation die Bundesligaspielklasse halten konnte, wurde er während seiner Zugehörigkeit in keinem Pflichtspiel eingesetzt.
Diesem Umstand geschuldet, schloss er sich zur Saison 1990/91 dem Zweitligisten SV Darmstadt 98 an. Für den Verein bestritt er 13 Punktspiele und ein Pokalspiel, das am 4. August 1990 mit 0:4 bei den Stuttgarter Kickers in der 1. Runde verloren wurde.

## Nationalmannschaft
Heide spielte 8 mal für die U-16-Jugendnationalmannschaft, mit der er an der U-16-Fußball-Europameisterschaft 1985 in Ungarn teilnahm. Das Team mit bekannten Spielern wie Detlev Dammeier, Martin Schneider und Marcel Witeczek schied allerdings in der Vorrunde aus.

## Erfolge
- Meister 2. Bundesliga 1989
- Finalist Deutsche A-Juniorenmeisterschaft 1987

## Sonstiges
Heide führt nunmehr in der dritten Generation das Einrichtungshaus und Familienunternehmen Heide & Bechthold GmbH in Frankfurt am Main, im Stadtteil Fechenheim.